# Stenoecanthus gracillimus
Stenoecanthus gracillimus är en insektsart som beskrevs av Lucien Chopard 1912. Stenoecanthus gracillimus ingår i släktet Stenoecanthus och familjen syrsor. Inga underarter finns listade i Catalogue of Life.